# 根本宗子
根本 宗子（ねもと しゅうこ、1989年10月16日 - ）は、日本の劇作家、演出家、脚本家、女優。月刊「根本宗子」主宰。以前の所属事務所はヴィレッヂ。

## 略歴
東京都出身。里谷多英に憧れてモーグルを始め、選手を目指していたが中学一年生の時に不慮の事故（競技会のリレーで転倒）で負傷し外傷性大腿骨頭壊死症を患い、迷いに迷ったが寛骨臼回転骨切り術を行なった。そのため今でも足にはボルトが入っている。
車椅子で過ごしていた中学高校時代の中学一年生のとき、実母と中村勘三郎の妻が幼馴染で家族ぐるみの交流があり、元々歌舞伎をよく観ていたが勘三郎に薦められた演劇、大人計画の「ニンゲン御破算」と出会いが演劇にのめり込むきっかけとなり、高校時代には年間100本から120本ほど鑑賞していた。
役者に興味があったが劇作家になる動機は足のことがあり、自分が書くなら足に無理な脚本は書かないと思い始めた。いつか勘三郎さんに作品・脚本を書きたいとも思っていた。高校卒業後、赤堀雅秋（THE SHAMPOO HAT）が講師を務めているということで、2008年にENBUゼミナール演劇コースに入学。
2009年3月にENBUゼミナールを卒業。卒業公演で脚本を書いたことをきっかけに同級生と劇団月刊「根本宗子」を旗揚げ。2009年5月に実験公演を行い、7月に旗揚げ公演『創刊号「親の顔が見てみたい」』を行う。月刊「根本宗子」では、ほぼ全公演の脚本・演出出演を担当するだけではなく、公演チラシのモデルも根本自身が務める。年2回の本公演を重ねながら、2012年7月から12月にかけて5か月連続公演『ホントに、月刊「根本宗子」』や、浅草・木馬亭でのお祭り公演を行う。
一度は借金から演劇を辞めようか考えたことがあり、残金4万円を持ってパチンコをしてみたところ奇跡的に勝ち、演劇を続けることを決めた。
2016年、『夏果て幸せの果て』が、第60回岸田國士戯曲賞最終候補となるが落選。その後、2019年『愛犬ポリーの死、そして家族の話』が第63回、2020年『クラッシャー女中』が第64回、2021年『もっとも大いなる愛へ』が第65回岸田國士戯曲賞最終候補となるも落選している。
2018年は『皆、シンデレラがやりたい』で2017年第17回バッカーズ演劇奨励賞を受賞。
2020年6月27日、Webマガジン「ほまれ」をnoteで創刊し（2022年1月31日終了）、同年12月、Artistspoken（スマホで聴くラジオ）を開始した。
劇団の配信公演「もっとも大いなる愛へ」（2020年11月4日 - 8日、2021年3月7日 - 13日、本多劇場）からオペレッタ『Cape jasmine』（2021年10月6日 - 7日、日本青年館）まで約1年、演劇活動を休止した。
2021年10月31日、上記の1年間の演劇活動休止期間を通し、この日をもって俳優の活動に幕を下ろし劇作家・演出家の活動に専念する事を、自身の公式SNSで発表した。
2022年3月13日、SNSミュージカル作品「20歳の花」が、第25回文化庁メディア芸術祭エンターテインメント部門で新人賞を受賞。4月には『今、出来る、精一杯。』で小説家デビュー。
2023年12月1日、2024年が演劇活動15周年となることから、1年限りの俳優復帰を発表した。
2025年4月、脚本を担当（オムニバスの1話）した映画「アット・ザ・ベンチ」で第15回北京国際映画祭フォワード・フューチャー部門最優秀脚本賞を受賞し、映画は最優秀芸術貢献賞も受賞した。

## 人物

### 人柄
学歴は東洋英和女学院小学部、東洋英和女学院中学部・高等部卒業。家族について根本は「父も母も祖母も不動産業の不動産一家で、昔はわりかしいいおうちだったが、父の仕事がダメになったのと、自分の怪我とが重なってめちゃくちゃお金がかかった時期があった。そんな時でも変わらずに親は私を芝居に連れて行ってくれたので、ほんとにありがたかったと思っている」と述べている。
互いの作品を敬愛している椎名林檎の大ファンで「宝飾時計」での楽曲提供に喜び、2023年6月1日放送のNHK「SONGS」特番で対談した。

### 交友関係
互いの母同士が幼馴染で親しかったことから、歌舞伎役者の中村勘九郎、中村七之助とは幼馴染。
女優の趣里とは大の仲良しである。AKB48劇場に通うほどの前田敦子の大ファンだったが、前田も根本の舞台に魅了され互いにファンとなり、前田が2024年2月9日放送のTBSテレビ「A-Studio」出演時には根本が取材を受けた。
ロックバンド「OKAMOTO'S」のベースを担当するハマ・オカモトとは、仕事の相談などもする友人である。
中学、高校時代、元宝塚歌劇団月組娘役の晴音アキと同級生だった。

## 作品

### 舞台
- ジェットラグプロデュース公演『インスパイア』（2011年10月7日 - 13日 銀座みゆき館劇場） - 「箱娘」脚本・演出
- ジェットラグプロデュース公演『小田急線で会わせに行きます』（2012年3月16日 - 19日 新宿ゴールデン街劇場） - 脚本
- 『私の可愛さと可哀想さで少しだけ世界が変えられたらいいのに。』（2015年7月27日 - 29日 新宿眼科画廊 スペースM） - 脚本・演出
  - 根本宗子の1人舞台@パルコミュージアム『私の可愛さと可哀想さで少しだけ世界が変えられたらいいのに。』（2015年10月16日 パルコミュージアム） - 脚本・演出・出演
- 『皆、シンデレラがやりたい』（2017年2月16日 - 26日、本多劇場） - 脚本・演出・出演 ※2017年度第17回バッカーズ演劇奨励賞受賞
- 『新世界ロマンスオーケストラ』 （2017年4月30日 - 5月21日、東京グローブ座・5月26日 - 28日 梅田芸術劇場シアター・ドラマシティ） - 脚本・演出・出演・劇中歌作詞
- 『クラッシャー女中』（2019年3月22日 - 4月14日、本多劇場・17日、日本特殊陶業市民会館ビレッジホール・19日 - 21日、梅田芸術劇場シアター・ドラマシティ・23日、島根県民会館大ホール・25日、JMSアステールプラザ大ホール） - 脚本・演出・出演 ※第64回岸田國士戯曲賞最終候補作[18]
- 『プレイハウス』（2019年8月25日 - 9月1日、東京芸術劇場プレイハウス・9月28日、森ノ宮ピロティホール） - 脚本・演出・劇中歌作詞
- TOHO MUSICAL LAB.『Happily Ever After』（2020年7月11日、シアタークリエ、無観客ネット配信） - 脚本・演出[36]
- 『Cape jasmine』（2021年10月6日 - 7日、日本青年館ホール） - 脚本・出演・演出[37]
- 『根本宗子 presents 「たぬきゅんフレンズ、レッツオーディション！～3人組は波乱万丈!?～」』（2022年5月14日 - 22日、サンリオピューロランド 1階 フェアリーランドシアター）- 脚本・演出・制作[38]
- 『宝飾時計』（2023年1月9日 - 29日、東京芸術劇場プレイハウス・2月2日 - 6日、森ノ宮ピロティホール・10日 - 12日、鳥栖市民文化会館大ホール・17日 - 19日、東海市芸術劇場大ホール・25日 - 26日、サントミューゼ大ホール））- 作・演出[39]
- KAATキッズ・プログラム2023『くるみ割り人形外伝』（2023年8月5日 - 13日、KAAT神奈川芸術劇場・19日、穂の国とよはし芸術劇場PLAT 主ホール・26日 - 27日、まつもと市民芸術館 小ホール・9月10日、北九州芸術劇場 中劇場）- 作・演出[40]
- ビームスねもしゅー劇場（2024年11月8日 - 9日、ビームス ウィメン 原宿）- 作・演出・出演[注 1][41][42]
- ミュージカル『ワイルド・グレイ』（2025年1月8日 - 26日、新国立劇場 小劇場・2月8日、ウインクあいち 大ホール・14日 - 16日、森ノ宮ピロティホール・22日、高崎芸術劇場 スタジオシアター）- 演出・上演台本・訳詞[43]

#### ねもしゅー企画
- ねもしゅーせいこ（大森靖子×根本宗子）『夏果て幸せの果て』（2015年6月3日 - 9日、東京芸術劇場 シアターイースト）※第60回岸田國士戯曲賞最終候補作[16]
- ねもしゅーのおとぎ話『ファンファーレサーカス』（2016年2月11日 - 14日、新宿FACE）[44]

#### その他
- 演劇じゃない修行 第一回戦 〜コメント実況に劇で挑む〜（2021年3月14日生配信 - 20日） - 脚本・出演・演出

### 映画
- ねもしすたぁ（2015年） - 監督・脚本・出演
- 女子の事件は大抵、トイレで起こるのだ。（2015年） - 脚本・出演[45]
- Heavy Shabby Girl（2015年） - 脚本
- 東映 presents HKT48×48人の映画監督たち「岩をも通す村重」（2017年） - 監督・脚本[46]
- アクターズ・ショート・フィルム2「理解される体力」（2022年2月6日、WOWOWプライム・WOWOWオンデマンド） - 脚本
- もっと超越した所へ。（2022年、ハピネットファントムスタジオ） - 原作・脚本[47]
- アット・ザ・ベンチ（2024年11月15日、SPOON） - 第3編 脚本[48][49] ※第15回北京国際映画祭「FORWARD FUTURE」部門最優秀脚本賞受賞。映画は最優秀芸術貢献賞も受賞[50][29]

### テレビ
- こんにちは、女優の相楽樹です。（2017年、テレビ東京） - 脚本
- 下北沢ダイハード 8話「彼女が風俗嬢になった男」（2017年、テレビ東京） - 脚本
- 劇場の灯を消すな！Bunkamuraシアターコクーン編 松尾スズキプレゼンツ アクリル演劇祭（2020年7月5日、WOWOWライブ）[51]
- あなた犯人じゃありません 4話「頓知気さきなは手袋を外さない」（2021年、テレビ東京） - 脚本
- TBSスター育成プロジェクト 私が女優になる日_（2021年、TBSテレビ） - 特記なければゲスト審査員
  - （4月17日）
  - （5月29日）
  - （6月5日）
  - （6月12日）兼・番組内10人分脚本
  - （6月19日）兼・番組内10人分脚本
  - （6月26日）兼・番組内10人分脚本
  - （8月29日）
  - Season 3（2023年7月1日 - 8日、TBSテレビ） - 番組内ドラマ3本の脚本・演出
- 東京03とスタア（2021年10月17日） - 脚本

### web
- SNSミュージカル『20歳の花』（2021年6月29日 - 8月31日、LINE NEWS「VISION」） - 脚本・演出[52]
  - 第25回文化庁メディア芸術祭エンターテインメント部門新人賞受賞作
- 『HANARE RARENAI』（2022年2月14日 - 18日、YouTube） - 脚本[53]
- 『彼の全てが知りたかった。』（2022年3月24日 - 、smash.） - 原案・脚本[54][55]
- 『I am…』23歳たち「マスタッシュガール」（2024年1月26日配信、FOD / 2月26日〈予定〉、フジテレビ） - 監督・脚本[56][57][58]

### 楽曲
発売されているものに限る
- せのしすたぁ「いつだって私の完全勝利」（2015年12月31日）作詞
- KAT-TUN（上田竜也ソロ）「俺メロディ」（2018年4月18日）作詞（共作：大森靖子）
- 中川翔子「Heavy Girl」（2018年11月28日）作詞/Music Video 脚本・監修
- GANG PARADE「Wake up Beat!」（2019年11月13日）作詞（ラップ詞：ヤママチミキ）
- 大森靖子「stolen worID」（2020年12月9日）歌唱・作詞（共作：大森靖子）[59]
- おとぎ話「ファンファーレサーカス」（2021年1月27日）作詞（共作：有馬和樹）
- チャラン・ポ・ランタン アルバム『くるみ割り人形外伝』（2023年10月16日）より
  - 「口の中の天国」作詞（共作：小春）
  - 「ふくれっ面のクララ」以下 チャラン・ポ・ランタン feat. 根本宗子名義 歌唱・作詞（共作：小春）
  - 「クリスマスがなくなった！」
  - 「聞いて、わたしの未来」

#### アルバム
- 山崎育三郎
  - 「The Handsome」（2024年4月24日）プロデュース[60]

1．神に生かされた俺・作詞（共作：オカモトショウ）

2．Witch GAME・作詞（共作：マハラージャン）

3．Handsome Voice1・台詞

4．メロディの続きを・作詞（共作：吉澤嘉代子）

5．Land of covenant・作詞（共作：オカモトショウ）

8．Handsome Voice2・台詞

10．Handsome boy・台詞

### MV
- 山崎育三郎
  - 「神に生かされた俺」（2024年2月14日）監督・作詞（共作：オカモトショウ）[60]
  - 「LIKE、重ねていく feat.幾田りら」（2024年3月27日）監督

### ラジオ
- TOKYO FM特別番組松本隆50周年記念ラジオドラマ「恋人ができてしまったら、心を風街に閉じ込めて。」（2021年11月22日（21日深夜）、TOKYO FM） - 脚本・演出[61]
- 東京03の好きにさせるかッ!「噂の一人歩きと焦るおばちゃん」（2022年3月17日、NHKラジオ第一） - コント脚本

### 著書
- 今、出来る、精一杯。（2022年4月21日、小学館）ISBN 978-4-093-86633-0 のち文庫 ISBN 978-4094074055
- もっと超越した所へ。（2022年9月8日、徳間書店）ISBN 978-4198947781

### オーディオブック
- 今、出来る、精一杯。（2022年4月21日、Audible）[62]

## 出演
※演出・脚本も担当しているものは作品を参照。

### 舞台
- 劇団競泳水着『許して欲しいの』（2014年2月19日 - 24日、高田馬場ラビネスト）[63]
- 虚構の劇団『グローブ・ジャングル』（2014年4月4日 - 13日・座・高円寺、4月17日 - 20日・一心寺シアター倶楽）[64]
- 『水の戯れ』（2014年11月1日 - 16日・本多劇場、11月22日・梅田芸術劇場 シアター・ドラマシティ、11月24日・名鉄ホール、11月29・30日・KAAT神奈川芸術劇場 大ホール） - 菜摘 役[2]
- ベッド&メイキングス『墓場、女子高生』（2015年7月17日 - 26日、東京芸術劇場 シアターイースト）[65]
- シンクロ少女『許されざる者』（2016年5月18日 - 24日、OFF OFFシアター）
- 時速246億『バック・トゥ・ザ・ホーム』（2016年11月18日 - 27日、赤坂レッドシアター） - 声の出演
  - 再演『バック・トゥ・ザ・ホーム2018』（2018年11月7日 - 12日、赤坂レッドシアター） - 声の出演
  - 続編『バック・トゥ・ザ・ホーム2』（2018年11月16日 - 25日、赤坂レッドシアター） - 声の出演
  - 完結編『バック・トゥ・ザ・ホーム・ファイナル』（2022年8月24日 - 9月4日、シアターサンモール） - 声の出演
- コムレイド『鳥の名前』（2017年7月22日 - 8月13日 下北沢、ザ・スズナリ）
- 東葛スポーツ×根本宗子『袋とじ『根本宗子』』（2018年2月16日 - 18日・3331アーツ千代田、2月26日 - 27日・六本木スーパーデラックス）

### イベント
- 大森靖子メジャーデビュー1周年&生誕祭!（2015年9月18日、新宿LOFT）[66]
- 『ねむねもんな学園祭』（2015年10月1日、duo MUSIC EXCHANGE）[67]
- 根本宗子の会議室〜ひみつのオペラグラス始動編〜（2023年5月21日、LOFT9 Shibuya）

#### 根本宗子の面談室
- VOL.01（2016年05月27日、新宿ロフトプラスワン、ゲスト：生ハムと焼うどん）
- VOL.02（2016年06月30日、新宿ロフトプラスワン、ゲスト：能町みね子）
- VOL.03（2016年07月20日、新宿ロフトプラスワン、ゲスト：ファーストサマーウイカ）
- VOL.04（2016年08月17日、新宿ロフトプラスワン、ゲスト：山岸聖太）
- VOL.05（2016年09月06日、新宿ロフトプラスワン、ゲスト：朝井リョウ）
- VOL.06 〜生誕祭・本祭〜（2016年10月16日、新宿ロフトプラスワン、ゲスト：ブルボンヌ・せのしすたぁ・有馬和樹）
- VOL.07（2016年11月05日、新宿ロフトプラスワン、ゲスト：猫背椿）
- VOL.08 〜忘年会SP〜（2016年12月22日、新宿ロフトプラスワン、ゲスト：川本成・ファーストサマーウイカ・長井短）
- VOL.09（2017年01月26日、新宿ロフトプラスワン、ゲスト：恋汐りんご）
- VOL.10（2017年02月27日、新宿ロフトプラスワン、ゲスト：西井万理那）
- VOL.11（2017年03月23日、新宿ロフトプラスワン、ゲスト：長井短）
- VOL.12（2017年04月11日、新宿ロフトプラスワン、ゲスト：野崎萌香・長井短）
- VOL.13（2017年05月11日、新宿ロフトプラスワン、ゲスト：西田尚美）
- VOL.14（2017年06月13日、新宿ロフトプラスワン、ゲスト：ケラリーノ・サンドロヴィッチ）
- VOL.15（2017年07月25日、新宿ロフトプラスワン、ゲスト：鴻上尚史）
- VOL.16（2017年08月17日、新宿ロフトプラスワン、ゲスト：田村健太郎・ファーストサマーウイカ・長井短）
- VOL.17（2017年09月18日、新宿ロフトプラスワン、ゲスト：田村健太郎・長井短・ファーストサマーウイカ）
- VOL.18（2017年10月27日、新宿ロフトプラスワン、ゲスト：大竹沙絵子・小沢道成・小野川晶・石澤希代子・野田裕貴）
- VOL.19（2017年11月29日、新宿ロフトプラスワン、ゲスト：MIYANISHIYAMA・紗英・さぃもん）
- VOL.20（2017年12月26日、新宿ロフトプラスワン、ゲスト：浅野いにお、前座ゲスト：谷のばら）
- VOL.21（2018年01月28日、新宿ロフトプラスワン、ゲスト：村上純、前座ゲスト：長井短）
- VOL.22（2018年02月28日、新宿ロフトプラスワン、ゲスト：吉田尚記・長井短、後説ゲスト：石澤希代子）
- VOL.23（2018年03月29日、新宿ロフトプラスワン、ゲスト：川上アキラ・鈴木さちひろ）
- VOL.24（2018年04月19日、新宿ロフトプラスワン、ゲスト：首藤凛・野花紅葉・Nakanoまる・Rio・安川まり）
- VOL.25（2018年05月23日、新宿ロフトプラスワン、ゲスト：長坂まき子）
- VOL.26（2018年06月14日、新宿ロフトプラスワン、ゲスト：プー・ルイ、前座ゲスト：小野川晶）
- VOL.27『スーパーストライク』上映会 （2018年07月23日、新宿ロフトプラスワン、ゲスト：田村健太郎、長井短、ファーストサマーウイカ）
- VOL.28（2018年08月22日、新宿ロフトプラスワン、ゲスト：佐久間宣行）
- VOL.29（2018年09月28日、新宿ロフトプラスワン、ゲスト：深井順子（FUKAIPRODUCE羽衣）・糸井幸之介（同）、前座ゲスト：椙山さと美）
- VOL.30（2018年10月29日、新宿ロフトプラスワン、ゲスト：趣里、前座ゲスト：石澤希代子）
- VOL.31（2018年11月13日、新宿ロフトプラスワン、ゲスト：チャラン・ポ・ランタン）
- VOL.32（2018年12月10日、新宿ロフトプラスワン、ゲスト：Creepy Nuts）
- VOL.33（2019年01月24日、新宿ロフトプラスワン、ゲスト：石井玄）
- VOL.34（2019年02月13日、新宿ロフトプラスワン、ゲスト：酒井タケル）
- VOL.35（2019年03月13日、新宿ロフトプラスワン、ゲスト：遠藤歩）
- VOL.36（2019年04月15日、新宿ロフトプラスワン、ゲスト：ブルボンヌ、パッツィ・ウッチャリーノ、せきやゆりえ）
- VOL.37（2019年05月31日、新宿ロフトプラスワン、ゲスト：寺坂直穀）
- VOL.38 番外編根本宗子6月の旅の報告会（2019年07月25日、新宿ロフトプラスワン、ゲスト：石橋穂乃香）
- VOL.39（2019年08月11日、新宿ロフトプラスワン、ゲスト：丸山礼）
- VOL.40（2019年09月19日、新宿ロフトプラスワン、ゲスト：川村瑞樹、追加ゲスト：小沢道成、石橋穂乃香）
- VOL.41（2019年10月28日、新宿ロフトプラスワン）
- VOL.42（2019年11月19日、新宿ロフトプラスワン、ゲスト：堂島孝平）
- VOL.43（2019年12月22日、新宿ロフトプラスワン、ゲスト：春名風花）
- VOL.44（2020年01月14日、新宿ロフトプラスワン、ゲスト：プー・ルイ）
- VOL.45（2020年02月18日、新宿ロフトプラスワン、ゲスト：riko）
- VOL.46（2020年03月17日、新宿ロフトプラスワン）[注 2]
- VOL.47（2021年07月19日、LOFT9 Shibuya）
- VOL.48 〜ねもちゃんの自宅編〜（2021年08月28日、根本宗子の自宅）
- VOL.49 根本宗子の面談室特別編〜ねもしゅり合同誕生日会〜（2021年11月10日、新宿ロフトプラスワン、ゲスト：趣里）
- VOL.50（2022年01月13日、LOFT9 Shibuya、ゲスト：もも）
- VOL.51 〜2年分のねもしゅー生誕祭〜（2022年11月22日、LOFT9 Shibuya、ゲスト：石橋穂乃香、椙山さと美）
- VOL.52（2023年02月28日、LOFT9 Shibuya、ゲスト：伊藤万理華）
- VOL.53（2023年04月21日、LOFT9 Shibuya、ゲスト：田村芽実、一色洋平）
- VOL.54（2023年06月27日、LOFT9 Shibuya、ゲスト：横山由依）
- VOL.55（2023年08月30日、LOFT9 Shibuya、ゲスト：チャラン・ポ・ランタン）
- VOL.56 年末スペシャル〜根本宗子の2023年1月から12月を振り返る会〜（2023年12月01日、LOFT9 Shibuya、ゲスト：わんこちゃん先生）
- VOL.57 根本宗子15周年記念＆生誕祭（2024年10月17日、新宿ロフトプラスワン）
- VOL.58 （2025年01月28日、新宿ロフトプラスワン、ゲスト：千葉雄大）
- VOL.59 （2025年03月26日、新宿ロフトプラスワン、ゲスト：東島京）
- VOL.60 （2025年04月30日、新宿ロフトプラスワン、ゲスト：奥山由之）
- VOL.61 （2025年05月22日、新宿ロフトプラスワン、ゲスト：横山由依）
- VOL.62 （2025年06月26日、新宿ロフトプラスワン、ゲスト：ゆっきゅん）
- VOL.63 （2025年07月25日予定、新宿ロフトプラスワン、ゲスト：ユメノユア）

#### サケテチョプ ワンマンライブ（リンリン名義）
2016年
- 12月28日 音楽実験室

2017年
- 1月29日 音楽実験室
- 12月28日 音楽実験室

### テレビ
- SICKS〜みんながみんな、何かの病気〜（2015年10月10日 - 12月26日、テレビ東京系列）[69] - 公務員戦隊コンプラービューティーピンク 役
- 演劇人は、夜な夜な、下北の街で呑み明かす… 第5夜（2016年8月、BSスカパー!）
- タモリ倶楽部 「俺だけの架空ワールド」（2020年8月15日、テレビ朝日系列）
- ワイドナショー（フジテレビ系列） - ゲストコメンテーター出演
- 5時に夢中!（2021年7月26日、TOKYO MX） - マツコ・デラックスの夏休みに伴いゲストコメンテーターとして出演

### 映画
- クソ野郎と美しき世界 EPISODE.02「慎吾ちゃんと歌喰いの巻」 - ストリートミュージシャン 役

### アニメ
- 戦隊ヒーロー スキヤキフォース（2017年1月 - 6月・2018年1月 - 、群馬テレビ） - スキヤキピンク 役[70]

### ネットテレビ
- 夢眠ねむと根本宗子のねむねも（2015年1月 - 2016年12月 LoGiRL） - でんぱ組.incの夢眠ねむとのトーク番組[71]
- 東京BTH〜TOKYO BLOOD TYPE HOUSE〜 第8話（2018年12月7日、Amazonプライム・ビデオ）[72]

### ラジオ
- マイ プレイリスト Love for Japan 〜kizashi〜（2014年7月20日、ニッポン放送） - テーマは、「女の子が私を、日本を元気にする！〜開始7秒で高まるアイドルソング〜」[73]
- 根本宗子と長井短のオールナイトニッポン0(ZERO)（ニッポン放送）
  - （2018年4月 - 2019年3月） - レギュラー放送[74]
  - （2021年9月19日）[75]
- Artistspoken（2020年12月 - ）
- 根本宗子のひみつのオペラグラス（2023年5月 - 、AuDee）[76]

### 同人ゲーム
- cocchi-koi - 『6LDK!』（2015年7月28日、RJ156281） - 二羽香菜子 役[77]

### CM・広告
- PARCO コーポレートメッセージ（2016年）[78]